# Zimmerman
Zimmerman – miasto w Stanach Zjednoczonych, w stanie Minnesota, w hrabstwie Sherburne.